# ایستگاه متروی کلاپام شمالی
ایستگاه متروی کلاپام شمالی (انگلیسی: Clapham North tube station) یکی از ایستگاه‌های خط شمالی متروی لندن است.
این ایستگاه که در ناحیه کلاپام قرار دارد در سال ۱۹۰۰ میلادی تأسیس شده‌است.